# 핑루 운하
핑루 운하(平陆运河)는 광시 좡족 자치구 내륙의 헝저우시와 해안의 친장강(钦江) 하류 사이에 건설 중인 134.2km 길이의 운하이다. 주강을 따라 가는 기존 경로에 비해 560 km의 무역로를 단축하게 될 전망이나. 최대 5천톤급으로 선적량이 작기 때문에 멀리 갈 배는 환적이 필요할 것이다.

## 같이 보기
- 베이부만 경제권(环北部湾经济圈)
- 서부대개발

1. ↑  '세기의 공정' 핑루운하…中·아세안 관문 광시에 가다